# Dilras Banu Begum
Dilras Banu (1622 - 1657) va ser emperadriu de l'Imperi Mogol, per ser la primera esposa i senyora de l'harem del Emperador Auranzeb, últim gran emperador mogol. També és coneguda pel seu títol pòstum "Rabia-ud-Daurani". El Bibi Ka Maqbara d'Aurangzeb va ser encarregat pel seu marit com a lloc destinat al seu repòs final. Dilras va tenir cinc fills amb Aurangzeb, incloent a Muhammad Azam Shah, qui va succeir al seu pare com a emperador. També va ser mare de la poeta Zeb-un-Nissa (la filla favorita d'Aurangzeb), la princesa Zinat-un-Nissa (obsequiada amb el títol de Padshah Begum), i el Sultà Muhammad Akbar, el fill més estimat d'Aurangzeb.

## Família i llinatge
Dilras Banu Begum va néixer en el si de la dinastia Safàvida, la dinastia que governava Pèrsia i una de les més importants de la seva època. Fou filla de Mirza Badi-uz-Zaman Safavi (titulat Shahnawaz Khan i popularment conegut com a Mirza Deccan), el besavi del qual era fill del Shah Ismail I Safavi. Shahnawaz Khan era governador de Gujarat i li agradava la pompa i les ostentacions de grandesa, la qual cosa va demostrar amb el dot i la cerimònia nupcial de Dilras. La mare de Dilras, Nauras Banu Begum, era filla de Mirza Muhammad Sharif. El seu avi patern fou Mirza Rustam Safavi, qui va augmentar la seva eminència durant el regnat de l'emperador Jahangir. L'any 1638, la germana petita de Dilras, Sakina Begum, es va casar amb el germà petit de Aurangzeb, el príncep Murad Baksh, enfortint els llaços sanguinis entre la dinastia Timúrida i la dinastia Safàvida.

## Matrimoni

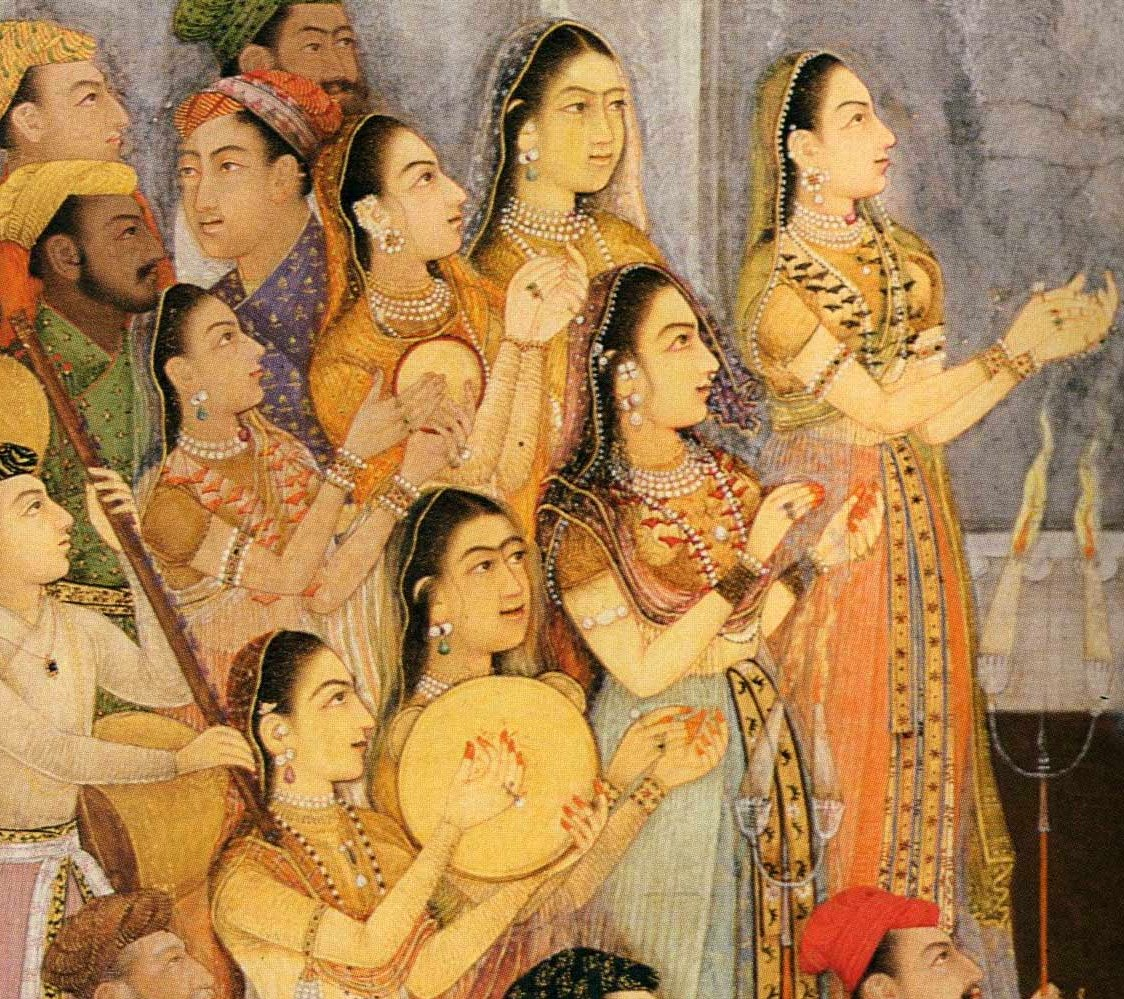
Cantants en les noces de Dilras Begum iAurangzeb. Fou una de les cerimònies matrimonials més esplendoroses de l'Imperi Mogol.

Dilras es va casar ambAurangzeb el 8 de maig de 1637, a Agra. El matrimoni va ser concertat per Xa Jahan i acceptat pel pare de Dilras. Aurangzeb, que es trobava realitzant una campanya militar al Deccan, fou amorosament cridat pel seu pare perquè tornés a Agra, el 15 d'abril de 1637, amb motiu de la celebració del seu casament. Tal com van decidir els astròlegs imperials, la cerimònia nupcial va durar quatre hores fins al vespre, entre grans luxes i celebracions magnífiques, tenint lloc al palau de Shahnawaz Khan. La grandesa de la cerimònia ha estat relatada pel cronista, Khafi Khan, qui explica: "L'explosió de focs artificials va transformar la Terra en un altre cel, i els encants de les cantants i ballarines haurien provocat fins i tot la gelosia de Venus". El cadi va casar la parella en presència de l'emperador i el dot va ser fixada en 400.000 rupies. Els jovençans van viure durant més de tres feliços mesos al fort d'Agra, amb l'Emperador, abans de partir cap al Deccan, el 4 de setembre de 1637, on Aurangzeb servia al seu pare com avirrei. Durant la seva estada en Agra, Dilras s'havia quedat embarassada del seu primer fill: la princesa (i poeta) Zeb-un-Nissa, qui va nèxier 9 mesos després del seu matrimoni a Daulatabad, Deccan. Durant els següents 19 anys, la parella imperial tindria quatre fills més, els quals van ser afavorits pel seu pare per sobre dels seus altres fills nascuts d'esposes secundàries.
Com a Primera Esposa i Senyora Consort, Dilras va exercir una gran influència sobre el seu marit, i va governant tant la seva Zenana com l'harem imperial. Va ser una de les figures més importants de la cort imperial, per sobre de les altres esposes d'Aurangzeb, les quals eren poc estimades pels seus súbdits. Així i tot, Dilras no va participar en la política del seu espòs ni sembla haver volgut interferir en tals assumptes. Dilras és descrita com una dona bella, eixerida, encantadora i pintoresca. Va ser una dona orgullosa i obstinada, amb reputació d'irascible. Aurangzeb va dir d'ella: "Va ser una dona imperiosa, però la vaig estimar fins al final de la seva vida i mai vaig ferir els seus sentiments".

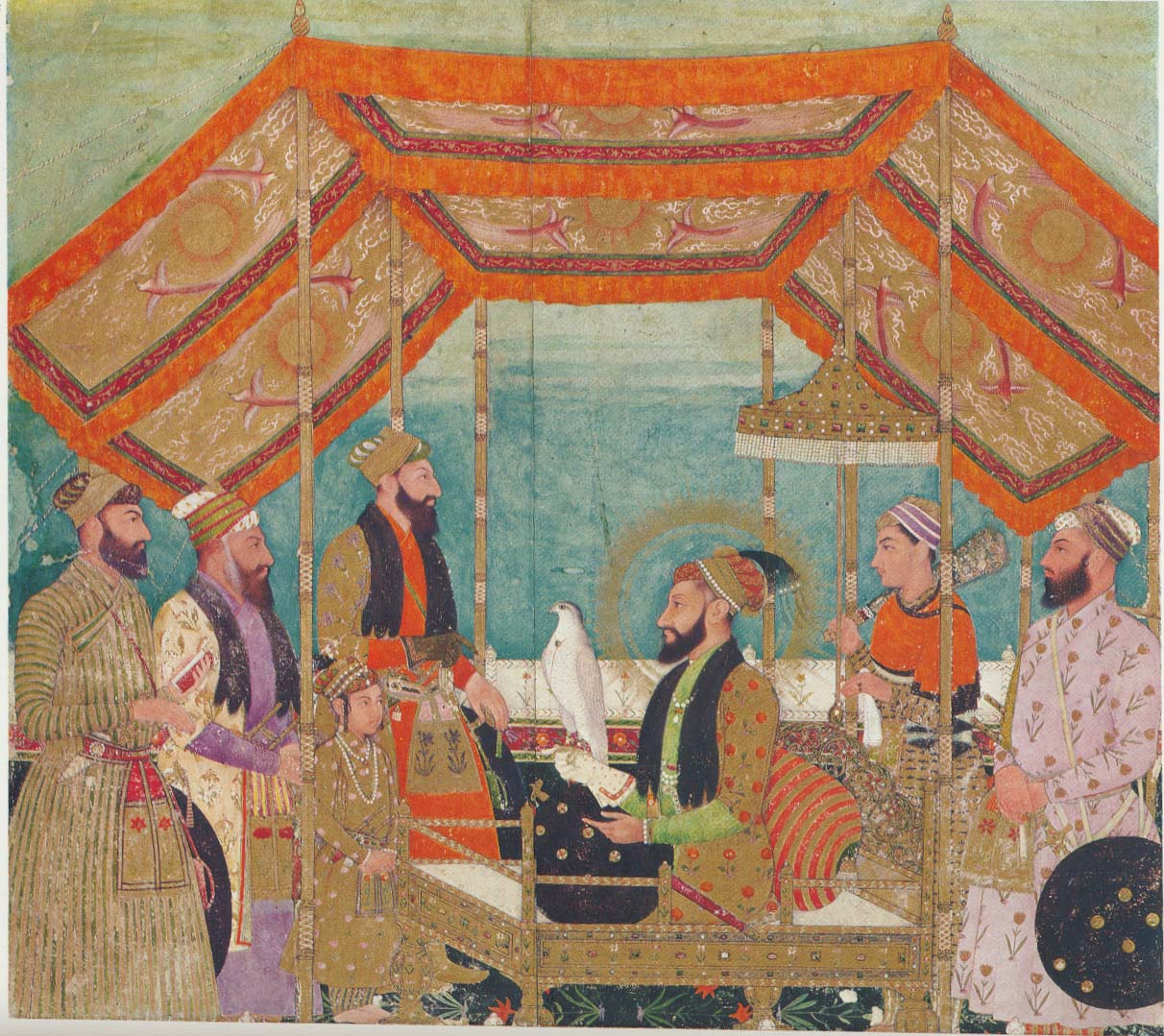
El Fill major de Dilras posicionat davant el seu pare, Aurangzeb.

La naturalesa orgullosa de Dilras no va crear problemes en el seu matrimoni, ja que Aurangzeb sempre va actuar de forma humil amb la seva imperiosa esposa i va sentir una gran admiració i respecte cap a ella. De totes maneres, sembla que Dilras no va tenir un caràcter diferent al del seu marit. Tots dos tenien un caràcter fort, pietosos i indiferents a les propietats materials.
Els matrimonis d'Aurangzeb amb altres dues esposes secundàries van ser insignificants. Con resultat, encara que aquestes dues esposes secundàries li van donar quatre fills més, ell les va ignorar. L'afecte, l'estatus, el poder i l'autoritat de ser la consort imperial només estava reservat per Dilras. Ella va retenir la seva influència sobre el seu marit fins a la fi de la seva vida i va ser l'esposa més estimada fins a la mort de Aurangzeb. Fins i tot després de la seva mort, la seva posició en la cort, en el palau i en la vida del seu marit no va poder ser arrabassada per cap de les seves esposes secundàries. Així, Dilras, mai va ser reemplaçada en la vida del seu marit.

### Descendència
Els embarassos inicials de Dilras es van espaiar en el temps durant almenys quatre anys. Aurangzebno va voler posar en perill la salut fràgil de la seva esposa deixant-la embarassada de forma freqüent, com Shah Jahan havia fet, fatalment, amb Mumtaz Mahal. Durant el curs de 20 anys de matrimoni, la parella imperial van ser pares de 5 fills:
- Shahzadi Zeb-un-Nissa Begum (1638 - 1702).
- Shahzadi Zinat-un-Nissa Begum (1643 - 1721).
- Shahzadi Zubdat-un-Nissa Begum (1651 - 1707). Casada amb el seu cosí, el príncep Siphir Shikoh, fill de Dara Shikoh.
- Shahzada Muhammad Azam Shah (1653 - 1707). Va succeir al seu pare en el tron de l'Imperi Mogol. Casat amb la seva cosina, la princesa Jahanzeb Banu.
- Shahzada Muhammad Akbar (1657 - 1706). Casat amb la seva cosina, la princesa Salima, neta del seu oncle, Dara Shikoh.

## Mort

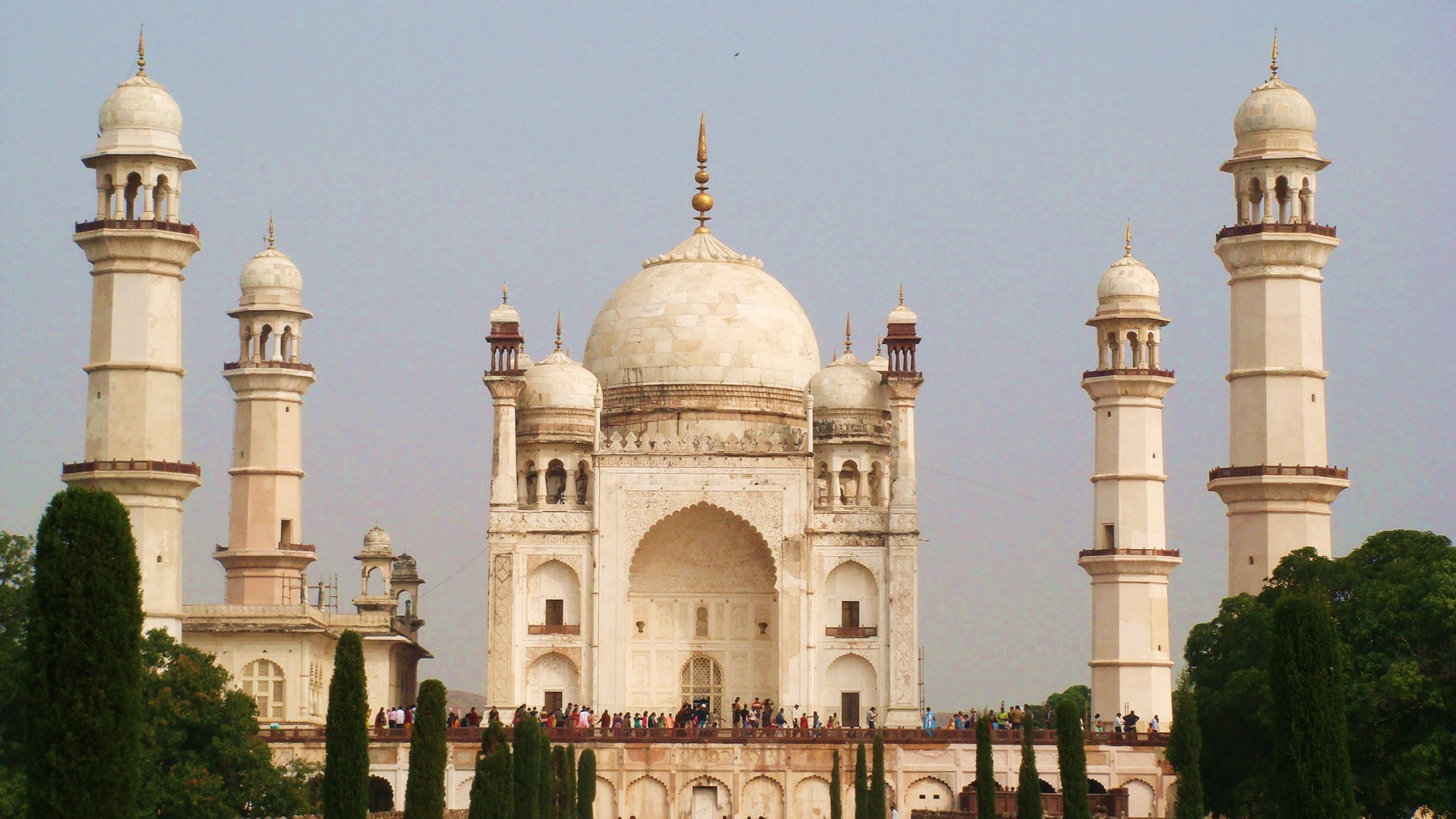
Bibi Ka Maqbara en Aurangabad

Després de donar a llum al seu cinquè fill, Muhammad Akbar, Dilras possiblement va patir febre puerperal, a causa de les complicacions provocades pel part, i va morir un mes després. Després de la seva mort Aurangzeb va sofrir un dolor extrem i el seu fill major, el príncep Azam, va sofrir una crisi nerviosa. La responsabilitat de cuidar al nounat va caure en mans de la seva filla major, la princesa Zeb-un-Nissa. Zeb-un-Nissa es va dedicar a cura del seu germà en cos i ànima i, al mateix teimpo, Aurangzeb es va mostrar molt indulgent amb el seu fill petit i, aquest, aviat es va convertir en el seu fill més estimat. Tres anys després de la seva mort, en 1660, Aurangzeb va encarregar un mausoleu en Aurangabad per destinar-ho com el seu lloc de repòs final. Cal destacar que Aurangzeb mai va ordenar construir edificis durant el seu regnat, però va fer una excepció per construir el mausoleu de la seva esposa. Dildas va ser sepultada sota el títol pòstum de "Ràbia-ud-Daurani". El Bibi Ka Maqbara és l'estructura més gran que va construir Aurangzeb. L'emperador està enterrat a uns quants quilòmetres de distància del seu mausoleu, en Khuldabad.

## Biografia
- Annie Krieger-Krynicki (2005). Captive Princess: Zebunissa, Daughter of Emperor Aurangzeb. Oxford University Press. ISBN 9780195798371